# Athinganen
Die Athinganen, Athingani oder Athinganer (mittelgriechisch Ἀθίγγανοι Athínganoi „die Unberührbaren“, mittelgriechische Aussprache etwa [aˈθiŋgany]), waren eine gnostische Sekte des 9. Jahrhunderts in Phrygien, dem heutigen West-Anatolien. Über sie ist wenig bekannt, Timotheus von Konstantinopel bezeichnete sie als Melchisedechiten. Als Ruhetag in der Woche kannten sie wohl den Sabbat, was sie möglicherweise auch in Verbindung mit dem jüdischen Glauben bringt (vergleiche den Artikel zum hellenistischen Judentum). Die Eigenheit, keinen Andersgläubigen zu berühren oder sich nicht von einem solchen berühren zu lassen, soll zur Entstehung ihres Namens geführt haben. Überhaupt scheinen sie zahlreiche Gebote und Verbote bezogen auf körperliche Reinheit besessen zu haben.
Ihre Fortdauer über das 9. Jahrhundert hinaus ist nicht sicher. Zuweilen wird vermutet, dass sie sich nach der Zerstörung von Tephrike (heutiges Divriği in der Provinz Sivas in der Türkei) über Armenien, Kleinasien und den Balkan verstreuten. Das Wort atsínganoi, mit dem die Byzantiner die zugewanderten Roma bezeichneten, und von dem das deutsche Wort Zigeuner und dessen Äquivalente in anderen europäischen Sprachen abstammen sollen (griechisch tsingános, türkisch çingene, bulgarisch tsigan, französisch tsiganes usw.), ist möglicherweise eine korrumpierte Form des Namens Athinganen.

## Weblink
- Artikel Athingoi, Onlineversion des Neuen Pauly (doi:10.1163/1574-9347_dnp_e206140)